# 薩利烏斯·米科利納斯
薩利烏斯·米科利納斯（1984年5月2日—）是一位立陶宛足球運動員。在場上的位置是右邊鋒。他現在效力於白俄羅斯足球超級聯賽球隊索利戈爾斯克礦工足球俱樂部。他也代表立陶宛國家足球隊參加比賽。